# Патентен пул
В патентното право, патентен пул или патентна група (на английски: Patent pool) е консорциум от най-малко две компании, съгласни да лицензират патенти, свързани с определена технология. Създаването на патентни пулове може да спести на пентентополучателите и лицензополучателите време и пари, а в случай на блокиране на патенти, може да бъде и единственият разумен метод за предоставяне на изобретението на обществеността. Въпросите на конкурентното право обикновено са важни, когато се формира голям консорциум.

## История
Един от първите патентни пулове, „Комбинация от шевни машини“, е формиран през 1856 г. от производителите на шевни машини „Grover“, „Baker“, „Singer“ и „Wheeler & Wilson“, всеки обвинявайки другите в нарушаване на патента. Те се срещат в Олбани, щат Ню Йорк, заради делото. Орландо Б. Потър, адвокат и президент на компанията Grover and Baker, предлага, вместо да си изразходват печалбите в дела, да обединят патентите си.
През 1917 г. двата най-големи притежатели на патенти за самолети, компанията „Wright“ и компанията „Curtiss“ на практика блокират изграждането на нови самолети, които към този момент са крайно необходими, тъй като САЩ влиза в Първата световна война. Американското правителство, в резултат на препоръка на комисия, сформирана от Франклин Д. Рузвелт (тогава помощник-секретар на флота), оказва натиск върху индустрията да сформира патентно обединение – Авиационната асоциация на производителя – „Manufacturer's Aircraft Association“.
).
В един по-съвременен пример, през август 2005 г. е създаден патентен пул от около 20 компании, работещи в сферата на радиочестотната идентификация – RFID. ). Консорциумът RFID избра Via Licensing за администриране на патентния си фонд през септември 2006 г.

## Намаляване на риска
Както тези примери показват, много индустрии не биха могли да функционират без патентни пулове, тъй като разходите за координация (риск, договаряне и т.н.) биха били твърде високи. Пуловете са само един пример за случаи, в които членове на иначе конкурентни индустрии се обединяват в обща кауза, за да създадат някакъв ресурс, който е в обща полза. Например застрахователната индустрия обединява данните за вземанията, за да намали колективно риска; индустрията за продажби на каталози обединява данни за продажбите, за да моделира по-добре своите клиенти; автомобилната индустрия си сътрудничи за стандартизиране на компоненти; а в софтуерната индустрия някои компании активно допринасят за проекти с отворен код.
Патентите пулове не премахват риска, а само го смекчават. Притежателите на патенти (включително други патентни групи) извън пула все още могат да създадат разходи и риск за индустрията. Макар че рядко се случва патентния пул да обезщети лицензополучателите, той помага да се осигури общ интерес, ако някой член бъде обвинен в нарушение от трета страна. Недостатъците в дизайна на управлението на пула могат да създадат риск един член да наруши общата кауза на групата. Примери за добре известни такива случаи са например MPEG-2, MPEG-4 Част 2, H.264 стандартите за видео кодиране, както и пулът DVD6C. Патентният пул MPEG-2 също е критикуван, тъй като към 2015 г. над 90% от MPEG-2 патентите са изтекли, но същевременно лицензионното споразумение MPEG-2 изисква лицензополучателите да плащат лицензионна такса, която не се променя в зависимост от броя на патентите, докато един или повече активни патента в MPEG-2 пула съществуват, в която и да е страна на производство или страна на продажба.

## Национални юрисдикции
От 90-те години насам регулаторните органи в САЩ гледат положително на патентните пулове. През 1995 г. Министерството на правосъдието и Федералната търговска комисия на САЩ издават „Антитръстови насоки за лицензиране на интелектуална собственост“, в които се посочва, че обединяването на патенти може да има „...конкурентни предимства“. По-късно Антитръстовият отдел излиза с писмо в подкрепа на пула MPEG-2. Съществуват обаче разпоредби, които да гарантират, че пуловете не функционират антиконкурентно. Както се изисква от Министерството на правосъдието, патентите в пула трябва да бъдат съществени, незаменими и собствениците да могат да запазят правото да лицензират индивидуално своите патенти. В допълнение министерството на правосъдието може да наблюдава размера на роялти, събирани от фирмата.